# 大阪府立むらの高等支援学校
大阪府立むらの高等支援学校（おおさかふりつ むらのこうとうしえんがっこう）は、大阪府枚方市村野西町にある特別支援学校。

## 概要
高等部を単独で設置する、知的障害のある生徒を対象とした特別支援学校。通常の高等学校に近い内容で、就労を通した自立を目標として教育を行っている。
枚方市立村野中学校の跡地に2015年4月、大阪府立枚方支援学校と同時に開校した。
同じ敷地にある枚方支援学校とは異なり、入学者選抜を実施している。また、スクールバス・学校給食はなく、生徒は公共交通機関などで自主通学、昼食は弁当など各自で用意する。また、むらの高等支援学校の生徒が枚方支援学校のスクールバスを利用することはできない。学区は大阪府全域にまたがるが、寄宿舎は設置していない（これは枚方支援学校もしかり）。 
健常者と一緒に学習できる「共生推進教室」が大阪府立芦間高等学校と大阪府立緑風冠高等学校に設置されている。
共生推進教室の生徒の学籍はむらの高等支援学校在籍となるが、連携先の各高校に通学して高校で健常者と一緒に授業などを受ける。また共生推進教室の生徒への指導は、通学先の高校とむらの高等支援学校の教職員が連携して担当することになる。
なお、枚方支援学校と併設しているためクラス教室は変わらないが、グラウンドや体育館などは枚方支援学校と共有して使う。

## 学科
- プロダクトデザイン科
- フードデザイン科
- リビングデザイン科

## 交通
京阪交野線・村野駅 南へ300m